# The Marshall Mathers LP
| Críticas profissionais                                                      | Críticas profissionais |
| Avaliações da crítica                                                       | Avaliações da crítica  |
| Fonte                                                                       | Avaliação              |
| --------------------------------------------------------------------------- | ---------------------- |
| All Music Guide                                                             | link                   |
| Entertainment Weekly                                                        | (A-)                   |
| MetaCritic                                                                  | (79/100) link          |
| NME                                                                         | 9 de 10 estrelas.      |
| Q magazine                                                                  | 4 de 5 estrelas.       |
| RapReviews.com                                                              | link                   |
| Robert Christgau                                                            | (A) link               |
| Rolling Stone                                                               | link                   |
| The Music Box                                                               | link                   |
| The Source                                                                  | 4 de 5 estrelas.       |
| XXL                                                                         | (XXL)                  |
| Village Voice                                                               | (A) link               |
| Virgin Encyclopedia Of Music                                                | 4 de 5 estrelas.       |
| Esta tabela precisa de ser acompanhada por texto em prosa. Consulte o guia. |                        |

The Marshall Mathers LP é o terceiro álbum de estúdio do rapper americano Eminem, foi lançado em 23 de Maio de 2000. Este álbum está na lista dos 200 álbuns definitivos no Rock and Roll Hall of Fame
Como evidenciado pela decisão de Eminem de incluir seu nome real no título do álbum, este é um álbum mais sério e pessoal do que o álbum de estreia The Slim Shady LP, que caracterizou mais seu personagem exagerado Slim Shady. As músicas deste CD são mais direcionadas a sua ascensão à fama e atacam aqueles que criticaram seu primeiro álbum.
Durante a primeira semana, o álbum vendeu 1,760,049 de cópias, transformando no álbum de rap mais vendido da história, mais que dobrando o número de vendas do de estreia do rapper Snoop Dogg, Doggystyle e o de Britney Spears que era o primeiro em vendas na primeira semana de um artista solo. The Marshall Mathers LP é o álbum mais vendido de Eminem, terminou o ano 2000 com mais de 7.9 milhões de cópias vendidas, alcançou 9x Platina em 2007 e Diamante em 2011. No total vendeu 22 milhões de cópias no mundo todo.

## Faixas
| #  | Música                             | Participações                           | Produtores                                   | Tempo |
| -- | ---------------------------------- | --------------------------------------- | -------------------------------------------- | ----- |
| 1  | "Public Service Announcement 2000" |                                         | -                                            | 0:26  |
| 2  | "Kill You"                         | -                                       | Dr. Dre & Mel-Man                            | 4:24  |
| 3  | "Stan"                             | Dido                                    | DJ Mark the 45 King and Eminem (co-produção) | 6:44  |
| 4  | "Paul" (skit)                      |                                         | -                                            | 0:11  |
| 5  | "Who Knew"                         | -                                       | Dr. Dre & Mel-Man                            | 3:48  |
| 6  | "Steve Berman" (skit)              | Steve Berman                            | -                                            | 0:54  |
| 7  | "The Way I Am"                     |                                         | Eminem                                       | 4:50  |
| 8  | "The Real Slim Shady"              | -                                       | Dr. Dre & Mel-Man                            | 4:44  |
| 9  | "Remember Me?"                     | Sticky Fingaz & RBX                     | Dr. Dre & Mel-Man                            | 3:39  |
| 10 | "I'm Back"                         | -                                       | Dr. Dre & Mel-Man                            | 5:10  |
| 11 | "Marshall Mathers"                 | -                                       | Bass Brothers & Eminem                       | 5:21  |
| 12 | "Ken Kaniff" (skit)                |                                         | -                                            | 1:02  |
| 13 | "Drug Ballad"                      | Dina Rae                                | Bass Brothers & Eminem                       | 5:00  |
| 14 | "Amityville" **                    | Bizarre do D12                          | Bass Brothers                                | 4:15  |
| 15 | "Bitch Please II"                  | Dr. Dre, Snoop Dogg, Xzibit & Nate Dogg | Dr. Dre & Mel-Man                            | 4:48  |
| 16 | "Kim"                              | -                                       | Bass Brothers                                | 6:18  |
| 17 | "Under the Influence"              | D12                                     | Bass Brothers & Eminem                       | 5:22  |
| 18 | "Criminal"                         |                                         | Bass Brothers & Eminem                       | 5:19  |

## Desempenho nas paradas
| Paradas (2000)                        | Melhor posição |
| ------------------------------------- | -------------- |
| Austrália (ARIA)                      | 1              |
| Áustria (Ö3 Austria Top 40)           | 1              |
| Bélgica (Ultratop Flandres)           | 1              |
| Bélgica (Ultratop Valônia)            | 3              |
| Canadá (CRIA)                         | 1              |
| Canadá (Billboard)                    | 1              |
| Dinamarca (Hitlisten)                 | 1              |
| Países Baixos (Dutch Charts)          | 2              |
| (European Hot 100 Singles)            | 1              |
| Finlândia (Suomen virallinen lista)   | 1              |
| França (SNEP)                         | 2              |
| Alemanha (Offizielle Deutsche Charts) | 3              |
| Grécia (IFPI Greece)                  | 1              |
| Hungria (Mahasz)                      | 3              |
| Irlanda (IRMA)                        | 1              |
| Itália (FIMI)                         | 7              |
| Japão (Oricon)                        | 52             |
| Nova Zelândia (RMNZ)                  | 1              |
| Noruega (VG-lista)                    | 3              |
| Polónia (ZPAV)                        | 9              |
| Suécia (Sverigetopplistan)            | 2              |
| Suíça (Schweizer Hitparade)           | 2              |
| Reino Unido (UK Albums Chart)         | 1              |
| Estados Unidos (Billboard 200)        | 1              |

### Anteceção e sucessão nas paradas
| Precedido por Oops!... I Did It Again por Britney Spears               | Billboard 200 10 de junho – 4 de agosto de 2000                                                       | Sucedido por Now 4 por Vários Artistas                                         |
| Precedido por 7 por S Club 7 Alone with Everybody por Richard Ashcroft | UK number one album 1 de julho de 2000 – 7 de julho de 2000 15 de julho de 2000 – 21 de julho de 2000 | Sucedido por Alone with Everybody por Richard Ashcroft Parachutes por Coldplay |
| Precedido por Coyote Ugly (OST) por Vários Artistas                    | Australian ARIA Albums Chart 11 de Março de 2001                                                      | Sucedido por No Angel por Dido                                                 |